# コーカス (日本の企業)
株式会社コーカス（Corcus co.,ltd）は、沖縄県那覇市にあるコールセンターを主業務とした企業。社名の由来は“コミュニケーション”と“サーカス”の造語で「コーカス」となった。出資者はすべて沖縄県資本である。

## 沿革
2013年7月7日、社名をファーイーストコミューンから株式会社コーカスへ商号を変更。
2016年10月に沖縄植物や果物を主原料とした石鹸やスキンケア商品を販売する『首里石鹸』の運営を開始し、2019年には本土や台湾にも出店すると報じられた。
2017年6月12日沖縄県主催の「沖縄県人材育成企業認証制度（通称－働きがい企業認証制度）」に認証された（認定時点で、認定事業者数は26社）。
2021年、インターネットショッピングで個人情報の漏洩があり、クレジットカード名義人名、クレジットカード番号、セキュリティコード、有効期限などの個人情報が外部に流出する不祥事があったことを発表した。

## 受賞歴
- コンタクトセンター・アワード 審査員特別賞 - 2015年[5]